# 신선로 (부산)
신선로(神仙路)는 부산광역시 남구 감만동에서 대연동까지 이어주는 부산광역시의 도로로 총 연장은 5.595 km이다. 그래서 신선대부두라는 명칭에서 유래되었고 해당 도로는 왕복 6차로로 구성되어 있다. 또한 1991년 6월 부산항의 3단계 개발 사업의 일환으로 건립된 신선대부두 조성과 더불어 동시에 개통되었던 것으로 보이게 되며 신선대부두를 통해 일본 등 외국으로 수출하기 위한 물류 수송을 목적으로 건설하였다. 또한 이 도로는 부산광역시도 제66호선의 일부를 이룬다.

## 주요 경유지
- 남구
  - 감만동 - 용당동 - 대연동

## 주요 연선 시설
- 부경대학교 대연캠퍼스·용당캠퍼스
- 동명대학교
- 대연고등학교
- 재한유엔기념공원
- 한국산업인력공단 부산지사